# Патрик Звезда
Патрик Звезда је измишљени лик у америчкој анимираној ТВ серији Сунђер Боб Коцкалоне . Креирао га је и дизајнирао морски биолог и аниматор Стивен Хиленберг . Први пут се појавио у пилот епизоди „ Тражи се радник “ 1. маја 1999. године. Поред своје споредне улоге у Сунђер Боб Коцкалоне, Патрик такође служи као главни протагониста Шоу Патрика Звезде, која је премијерно приказана 2021. године
Патрик, дебела корално-ружичаста морска звезда, живи испод стене у подводном граду Коралову, и најбољи је пријатељ Сунђер Боба Коцкалонета . Његове најзначајније карактерне особине су лењост и ниска интелигенција, иако повремено показује да је паметнији него што изгледа. Патрик је незапослен и самопроглашени стручњак за "уметност ничега".
Лик је добио позитивне реакције и критичара и обожаватеља. Он је такође главни лик у три филма заснована на франшизи.

## Улога уСунђер Бобу Коцкалонету
Патрик је неуки, али духовити најбољи пријатељ Сунђера Боба Коцкалонета. Он је приказан као гојазна ружичаста морска звезда, која служи као сеоски идиот подводног града Коралова. Патрик постаје глупљи током серије и показало се да прави много смешних грешака. Упркос томе, повремено је приказиван као савант, са артикулисаним поштовањем према одређеним темама до специфичних детаља. Међутим, он се увек брзо враћа свом уобичајеном, неинтелигентном себи након што покаже тренутак мудрости. Он нема никакав облик занимања осим неколико врло кратких радних места у Кеба Краби и Кофи са помијама на разним позицијама, и углавном проводи време глупирајући се са Сунђер Бобом, хватајући медузе са њим или излежавајући се испод свог камена под којом борави.
Код куће, Патрик се обично приказује како спава, гледа ТВ или се бави „уметношћу ничега“, у чему је стручњак. Сав намештај у простору испод његове стене је направљен од песка, а Патрик може једноставно да одлучи да брзо изгради намештај по потреби; чак и тако, његов животни простор је оскудан и садржи само најосновније. Осим свог најбољег пријатеља Сунђер Боба, који је често импресиониран Патриковом способношћу да смисли наивне, али генијалне планове или решења, Патрик често иритира оне око себе и збуњује га најједноставнија питања или теме. Евгеније Краба и Лигњослав немају стрпљења за Патрикову глупост, а први му не обраћа много пажње; Кленси Браун, који даје глас господину Краби у енглеској верзији Сунђер Боба, рекао је: „Једина особа коју он [господин Краба] не ангажује је Патрик јер је Патрик једноставно превише глуп да би радио за џабе.“ Сенди се често нервира због Патрика, али га и даље доживљава као пријатеља.

## Опис

### Креирање и дизајн
Стивен Хиленберг је први пут постао фасциниран океаном и почео је да развија своје уметничке способности као дете. На колеџу завршио је биологију мора и уметност. Планирао је да се на крају врати на колеџ да би магистрирао уметност. Након што је дипломирао 1984. године, придружио се Институту за океан, организацији посвећеној образовању јавности о науци о мору и поморској историји . Док је био тамо, у почетку је имао идеју која би довела до стварања Сунђер Боба Коцкалонета : стрипа под називом Међуплимна зона (енгл. The Intertidal Zone). Године 1987. Хиленберг је напустио институт да би наставио каријеру у анимацији.
Неколико година након што је студирао експерименталну анимацију на Калифорнијском институту за уметност Хиленберг је на једном фестивалу анимације упознао Џоа Мареја, творца Никелодеонове серије Роков савремени живот, и понуђен му је посао редитеља емисије. Мартин Олсон, један од писаца за Роков савремени живот, прочитао је Међуплимну зону и подстакао Хиленберга да направи телевизијску серију са сличним концептом. У том тренутку, Хиленберг није ни размишљао о стварању сопствене серије. Међутим, схватио је да би то био најбољи приступ ако то икада уради. Продукција на Роковом савременом животу је завршена 1996. Убрзо након тога, Хиленберг је почео да ради на Сунђер Бобу Коцкалонету .
За ликове серије, Хиленберг је почео да црта и користи дизајн ликова из свог стрипа — укључујући морске звезде, ракове и сунђер . Патрика је описао као "вероватно најглупљег момка у граду". Лик је замишљен као морска звезда да отелотвори природу животиње; према Хиленбергу, морске звезде изгледају „глупо и споро“, али су у стварности „веома активне и агресивне“, попут Патрика. Хиленберг је у емисију укључио комедију ликова уместо актуелног хумора како би нагласио „ствари које су више о хумористичним ситуацијама и ликовима и њиховим манама“. Он је дизајнирао Патрика и Сунђер Боба као такве, јер „они сами себе увлаче у ситуације — одатле увек долази хумор. Правило је: следите невиност и избегавајте актуелни хумор“.
Упркос томе што је приказан као добар темперамент или стање духа, у неким епизодама се показало да Патрик има бес . Патриково емоционално избијање првобитно је написано само за епизоду прве сезоне „Дан заљубљених“, где Сунђер Боб и Сенди покушавају да дају Патрику поклон за Дан заљубљених, и „требало је да буде једнократна ствар“. Међутим, према писцу епизода Џеју Лендеру, „када се та серија вратила било је тако добро да је његова мрачна страна почела да се појављује свуда. Можете да планирате унапред колико год желите, али ликови вам на крају кажу ко су они“.

## Шоу Патрика Звезде
Дана 10. августа 2020. објављено је да је Патрик Звезда добити своју емисију под називом Шоу Патрика Звезде и да је 13 епизода у развоју. Никелодеон је званично најавио 4. марта 2021, са премијером на мрежи касније током лета.